# Knives Out
|  | Aquest article tracta sobre la cançó de Radiohead. Si cerqueu la pel·lícula de 2019, vegeu «Knives Out (pel·lícula)». |

"Knives Out" fou segon senzill extret de l'àlbum Amnesiac, del grup britànic Radiohead. La cançó fou composta durant les sessions d'enregistrament pels àlbums Kid A i Amnesiac. Michel Gondry fou l'encarregat de dirigir el videoclip del senzill.
"Knives Out" fou posteriorment versionada per The Flaming Lips en el seu EP Fight Test (2003), pel pianista clàssic Christopher O'Riley en el seu àlbum True Love Waits, i també el pianista de jazz Brad Mehldau la va incloure en el seu treball Day is Done.

## Llista de cançons
| CD1 UK (CDFHEIS 45103) / 12" (12FHEIT 45103) 1. "Knives Out" – 4:17 2. "Cuttooth" – 5:24 3. "Life in a Glasshouse" (Versió completa) – 5:06 CD2 UK (CDFHEIT 45103) 1. "Knives Out" – 4:17 2. "Worrywort" – 4:37 3. "Fog" – 4:05 CD Europa/Austràlia (7243 8 79760 2 3) 1. "Knives Out" – 4:17 2. "Worrywort" – 4:37 3. "Fog" – 4:04 4. "Life in a Glasshouse" (Versió completa) – 5:06 | CD EUA (C2 7243 8 77668 0 8) 1. "Knives Out" – 4:17 2. "Cuttooth" – 5:24 3. "Life in a Glasshouse" (Versió completa) – 5:06 4. "Pyramid Song" (Vídeo millorat) – 5:05 CD Japó (TOCP-65871) 1. "Knives Out" – 4:17 2. "Cuttooth" – 5:25 3. "Worrywort" – 4:37 4. "Fog" – 4:05 5. "Life in a Glasshouse" (Versió completa) – 5:06 |